# Стародавнє царство (Стародавній Єгипет)
29°50′41″ пн. ш. 31°15′03″ сх. д. / 29.844667° пн. ш. 31.250917° сх. д.
Стародавнє (Старе) царство — період в історії Стародавнього Єгипту, що тривав з 28 по 22 століття до н. е., (правління III—VI династій згідно з Манефоном).
Соціально-ієрархічна система об'єднаного Єгипту на той час мала вигляд чіткої піраміди, на вершині якої стояв фараон, що володів абсолютною владою (законодавчою, виконавчою і судовою) і вважався втіленням бога Гора в людському тілі. Він був самовладним правителем Єгипту, верховним власником землі і всього, що на ній жило і росло. Нижче стояла каста жерців, хранителів мудрості і знань. Жерці часто були візирами і радниками фараона, виступали разом з ним у походах та виправах.

## Історія Стародавнього царства
Від часу правління фараона Санахта (III династія) до фараонів VI династії (2649–2150 роки до н. е.) припадає розквіт Стародавнього царства в Єгипті. Були сформовані архаїчні соціальні відносини з натуральним господарством і рабовласницький устрій (рабів відносно небагато, переважно військовополонені (єг. — живі мертві)). Регулярної армії в цей період не було. Домінування поклоніння еннеаді бога Сонця Ра (храм в Геліополісі), яке поступово витіснило культ давнішого божества — Атума. На основі геліопольської системи вірувань укладається подальша абсолютизація влади фараона, починаючи з IV династії, він вважається сином Ра і земним втіленням Гора. Поглиблюються і розробляються релігійні ритуали, пов'язані із життям після смерті. Культурне життя стрімко розвивається в містах, з'являються знамениті на весь світ пам'ятки мистецтва і архітектури. Початок територіальної експансії єгипетських фараонів на Синай, в Лівію, Фінікію (Бібл стає центром єгипетської торгівлі на Середземному морі) і Палестину.
Період 2630–2611 років до н. е. був «золотим» віком Стародавнього царства (правління фараона Джосера. На цей час припадає створення жерцями першого в Єгипті сонячного календаря, творчість знаменитого єгипетського жерця Імхотепа (видатного вченого, архітектора і лікаря стародавнього світу), за планами якого збудована східчаста піраміда Джосера в Саккарі біля Мемфіса. Більшість дослідників історії Стародавнього царства припускають, що саме в цей період, від часу правління IV династії до 2152 року до н. е., були збудовані знамениті величні піраміди Єгипту і Великий Сфінкс: Хеопса, Мікерина, Хефрена. Хоча є прихильники протилежної точки зору, які аргументовано доводять значно старший вік великих пірамід.
Близько 2570 року до н. е. фараон Снофру здійснив один з перших вдалих військових походів в Нубію, після якого в Єгипті стало багато рабів, котрих перетворили з полонених. Можливо саме після цього походу і була започаткована гвардія фараона — меджаї, яких, головним чином, набирали з нубійців.
Після смерті фараона Хуфу (близько 2467–2465 до н. е.) розпочався колапс IV династії і жорстка боротьба придворної аристократії за трон повелителя обох земель. Зрештою, перемогла гелеополійська «партія», яку активно підтримували жерці Ра — заснування V династії.
На період близько 2356–2323 до н. е. припадає правління фараона Уніса — кінець V династії. З'являються «Тексти пірамід». У 2300 році до н. е. єгипетські жерці створили ієратичне письмо — спрощену версію ієрогліфічного.
Період з 2289 по 2255 рік до н. е. ознаменувався правлінням фараона Пепі I. За допомогою нубійських найманців захоплена південна Сирія до гори Кармель. З 2246 по 2152 рік до н. е. правив фараон Пепі II — найдовше правління за всю історію Стародавнього Єгипту.
Кінець правління фараона Нейтікерт (2152–2150 до н. е.) завершив майже семисотлітній період Стародавнього царства.